# Vasili Zjdanov
Vasili Ivanovitsj Zjdanov (Russisch: Василий Иванович Жданов, Oekraïens: Василь Іванович Жданов) (Charkov, 1 december 1963) is een voormalig Oekraïens wielrenner.

## Carrière
Zjdanov werd als Sovjet-amateur in 1985 wereldkampioen op het onderdeel 100 km ploegentijdrit.
In zijn amateurtijd werd hij verder onder andere winnaar van de Milk Race.
In 1989 werd Zjdanov professional en kwam onder meer twee jaar uit voor TVM.

## Belangrijkste overwinningen
1984
7e (deel B) en 10e (deel B) etappe Milk Race
1985
Wereldkampioenschap op de weg, 100 km ploegentijdrit, Amateurs; + Aleksander Zinovjev, Igor Soemnikov, Viktor Klimov
1986
10e etappe Vredeskoers
1987
Proloog Vredeskoers
1988
2e en 6e etappe Milk Race
Eindklassement Milk Race

## Resultaten in voornaamste wedstrijden
| Jaar | Ronde van Italië | Ronde van Frankrijk | Ronde van Spanje |
| ---- | ---------------- | ------------------- | ---------------- |
| 1989 | 80e              |                     | 99e              |
| 1990 |                  | 148e                | opgave           |
| 1991 |                  | 121e                | 89e              |

Barth ·
Capiot · 
Ducrot ·
Gutte · 
Hamburger · 
Harmeling ·  
Konysjev · 
Kuum ·
Müller ·
Meinert-Nielsen · 
Oeslamin ·
Schalkers · 
Schurer · 
J. Siemons ·
M. Siemons ·
Skibby ·
Sunderland ·
Theunisse ·
Van Den Bossche ·
van der Pas ·
van Loenhout ·
Zjdanov ·
van de Meulenhof (stagiair)
Barth ·
Capiot ·  
Hamburger · 
Harmeling ·
Hoffman ·  
Konysjev · 
Meinert-Nielsen · 
Millar ·
Oeslamin ·
Schurer · 
J. Siemons ·
M. Siemons ·
Skibby ·
Sunderland ·
Theunisse ·
Van Den Bossche ·
van der Pas ·
Wijnands ·
Zjdanov ·
De Clercq (stagiair) ·
Henry (stagiair) ·
Konings (stagiair)